# 天授礼法延祚
天授礼法延祚（1038年十月—1048年）又作天授、天授理法延祚，是西夏景宗李元昊的第四個年號，共計11年。天授禮法延祚十一年（1048年）正月夏毅宗即位沿用。

## 改元
- 大慶三年——十月十一日，改元為天授禮法延祚元年。[3][4][5]
- 天授禮法延祚十二年——改元為延嗣寧國元年。[6]

## 大事記
- 天授禮法延祚元年——十月十一日，李元昊稱夏皇帝。[3][4][5]
- 天授禮法延祚十一年——正月二日，李元昊去世，李諒祚即位。[3][7][8]

## 纪年對照表
| 天授礼法延祚 | 元年   | 二年   | 三年   | 四年   | 五年   | 六年   | 七年   | 八年   | 九年   | 十年   |
| ------------ | ------ | ------ | ------ | ------ | ------ | ------ | ------ | ------ | ------ | ------ |
| 公元         | 1038年 | 1039年 | 1040年 | 1041年 | 1042年 | 1043年 | 1044年 | 1045年 | 1046年 | 1047年 |
| 干支         | 戊寅   | 己卯   | 庚辰   | 辛巳   | 壬午   | 癸未   | 甲申   | 乙酉   | 丙戌   | 丁亥   |
| 天授禮法延祚 | 十一年 |        |        |        |        |        |        |        |        |        |
| 公元         | 1048年 |        |        |        |        |        |        |        |        |        |
| 干支         | 戊子   |        |        |        |        |        |        |        |        |        |

## 同期存在的其他政权年号
- 中國
  - 景祐（1034年－1038年）：宋—宋仁宗趙禎之年號
  - 寳元（1038年－1040年）：宋—宋仁宗趙禎之年號
  - 康定（1040年－1041年）：宋—宋仁宗趙禎之年號
  - 慶曆（1041年－1048年）：宋—宋仁宗趙禎之年號
  - 得聖（1047年－1048年）：北宋時期—王則之年號
  - 重熙（1032年－1055年）：契丹—遼興宗耶律宗真之年號
  - 正治（1027年－1041年）：大理—段素真之年號
  - 聖明（1042年）：大理—段素興之年號
  - 天明（1043年－1044年）：大理—段素興之年號
  - 保安（1045年－1052年）：大理—段思廉之年號
- 越南
  - 通瑞（1034年－1039年）：李朝—李佛瑪之年號
  - 乾符有道（1039年－1042年）：李朝—李佛瑪之年號
  - 明道（1042年－1044年）：李朝—李佛瑪之年號
  - 天感聖武（1044年－1049年）：李朝—李佛瑪之年號
- 日本
  - 長曆（1037年－1040年）：後朱雀天皇年号
  - 長久（1040年－1044年）：後朱雀天皇之年号
  - 寬德（1044年－1046年）：後冷泉天皇之年号
  - 永承（1046年－1052年）：後冷泉天皇之年号

## 深入閱讀
- 李崇智. . 北京: 中華書局. 2004年12月. ISBN 7101025129.
- 鄧洪波. . 臺北: 國立臺灣大學東亞經典與文化研究計劃. 2005年3月  [2021-12-06]. ISBN 9789860005189. （原始内容 (pdf)存档于2007-08-25）.
- 長部和雄.  (PDF). 東京: 京都大學. 1933年7月1日  [2021年12月18日]. ISBN. （原始内容 (pdf)存档于2021年12月9日）.
- 長部和雄.  (PDF). 東京: 京都大學. 1933年10月1日  [2021年12月18日]. ISBN. （原始内容 (pdf)存档于2021年12月18日）.

## 參看
- 中國年號索引

| 前一年號： 大庆 | 西夏年号 1038年－1048年 | 下一年號： 延嗣宁国 |